# Château de Brancion
Pour les articles homonymes, voir Brancion.
Le château de Brancion est un ancien château fort, du XIIe siècle, dont les vestiges se dressent sur le territoire de la commune de Martailly-lès-Brancion, dans le département de Saône-et-Loire, en région Bourgogne-Franche-Comté.
C'est l'un des quatorze lieux d'exception ouverts au public réunis depuis une vingtaine d'années au sein de « La Route des châteaux en Bourgogne du Sud ».

## Protection
Les restes du château de Brancion, y compris ceux de l'enceinte et la porte de ville attenante, font l’objet d’un classement au titre des monuments historiques par arrêté du 9 juin 1977.

## Localisation
Les vestiges du château de Brancion sont situés en Tournugeois, sur le territoire de la commune de Martailly-lès-Brancion, plus précisément sur un éperon barré dominant un col emprunté par la route reliant Cluny à la Saône.
La forteresse offre du haut de son donjon une vue incomparable à ses pieds sur le petit village de Brancion et son église romane, puis sur une immense étendue de plaines et de collines.

## Historique

### Antiquité
Des traces de forteresse gauloise se trouvent sur le site.

### Moyen Âge

Armes des Brancion.

Pendant trois cents ans, le château est la possession de la famille de ce nom. « Gros » est le surnom porté par ces seigneurs. Ils ont pour devise : « au plus fort de la mêlée »  et pour armes : « d'azur à trois fasces ondées d'or ».
L’histoire de ces seigneurs est une longue suite de batailles et de pillages qui leur crée quelques difficultés avec l'abbaye de Cluny ; à plusieurs reprises, les moines et les bourgeois de Cluny se plaignent de ces exactions à l'évêque et au comte de Chalon et il en résulte une chevauchée de Louis VII et un arbitrage de Philippe Auguste ; l'un de ces seigneurs va à Rome solliciter son pardon, d'autres partent pour la Terre sainte.
Au XIIe siècle, les seigneuries de Brancion et d'Uxelles sont unies et composent un ensemble homogène que contrôlent les deux châteaux principaux que sont Brancion et Uxelles, complété par ceux de Boutavant et Nanton.
En 1259, pour éponger les dettes de son père, Henri III Gros de Brancion vend ses seigneuries d'Uxelles et de Brancion au duc Hugues IV de Bourgogne.
Pendant deux cent dix-huit ans, Brancion est chef-lieu d'une châtellenie ducale avec garnison permanente ; le château apparaît comme une des clez du paiz. Les ducs renforcent et augmentent le confort du château, en édifiant notamment le logis de « Beaujeu ». Jean de Charette, écuyer, en est à la fin du XIVe siècle (1390) le châtelain.

### Domaine royal
En 1477, à la mort du duc Charles le Téméraire, la terre entre dans le domaine de la couronne de France ; après une courte période de confusion, un châtelain royal succède au châtelain ducal.
En 1548, Jean III de Lugny, seigneur engagiste, porte le titre de comte de Brancion (il acquiert Brancion par contrat d’engagement signé le 27 août 1548 à la chambre des comptes de Dijon par « noble et scientifique personne messire Jehan Janyn, doyen de Louhans, procureur de messire Jehan de Lugny, chevalier, sieur et baron dudit lieu et de Branges, Lexard et Sainct-Trivier, et de dame Françoise de Pollignac, dame desdits lieux », portant sur « le chastel, maison fort, terre et chastellenye de Brancion, ainsi qu’ils s’estendent et comportent », moyennant la somme de 6165 livres 16 sols tournois). Après lui, Françoise de Lugny, sa fille, épouse en 1558 de François Chabot, sera à son tour comtesse de Brancion.
En 1562, la forteresse sert de lieu de refuge aux religieux de Tournus, qui fuient devant les Huguenots. Vers 1580, Jean de Saulx-Tavannes, mari de Catherine Chabot (la fille de Françoise de Lugny et François Chabot) et successeur des précédents, seigneur de Lugny, fait du château l'un des plus forts points de résistance de la Ligue catholique. Début octobre 1594, trois mois après la prise du bourg (fin juin), la forteresse finit par être prise après avoir vaillamment résisté aux troupes du colonel Alphonse d'Ornano, lieutenant du roi Henri IV, qui la saccagent. Le déclin du château commence alors.
En mai 1701, à la mort de Claire-Françoise de Saulx, marquise et dame de Lugny, comtesse de Brancion et de Cruzille, petite-fille de Jean de Saulx et Catherine Chabot, épouse de Charles-François de La Baume de Montrevel, le château quitte les Saulx-Tavannes pour passer aux La Baume-Montrevel. 
À l'extinction de ces derniers, en 1759, la châtellenie est concédée à un avocat au Parlement de Dijon.

### Époque contemporaine
Brancion, démantelé, ruiné, est acheté en 1844 par M. de La Roque, qui le revend en 1860 à Victor de Murard de Saint-Romain.
En 1977, Marie Antoinette Morierre-Bernadotte (née de Murard de Saint-Romain), arrière-petite-fille de Victor de Murard et propriétaire du château, et son époux, Jean Morierre-Bernadotte, reçoivent la médaille d'argent de la Société d'encouragement au progrès pour dix-huit années passées à relever les ruines et à faire connaître le site (travaux ayant débuté dans les jardins en 1959, avant de se poursuivre : sauvetage des fortifications et du mur d'enceinte en 1960 ; mise en état de la salle de justice des ducs de Bourgogne en 1963 ; réfection des murs d'enceinte au nord, reprise de la fresque du donjon et réinscription du récit de la bataille de Mansourah sur la cheminée du donjon en 1964 ; réfection des toitures en 1965, etc.).
Depuis 2005, après une fermeture des lieux par la préfecture, l'association « La Mémoire Médiévale » assure la maîtrise d'ouvrage des travaux de restauration, l'ouverture du château à la visite et développe des animations culturelles sur le site de Brancion. Elle a en effet conclu un bail emphytéotique de 50 ans avec le propriétaire des lieux, François de Murard de Saint-Romain.
2005 : le nombre de visiteurs est de 10 643 (données : Comité régional du tourisme).
Des détenus en fin de peine du centre pénitentiaire de Varennes-le-Grand participent à la restauration du château.

### Fouilles archéologiques
En 2005, plusieurs fouilles ont été effectuées, permettant de détecter un secteur d’habitat du haut Moyen Âge daté du VIIIe siècle et une portion de l’enceinte de l’an mil. Le tracé du fossé d’enceinte du château et l’extension du cimetière adjacent à l’église ont été également repérés.

## Description

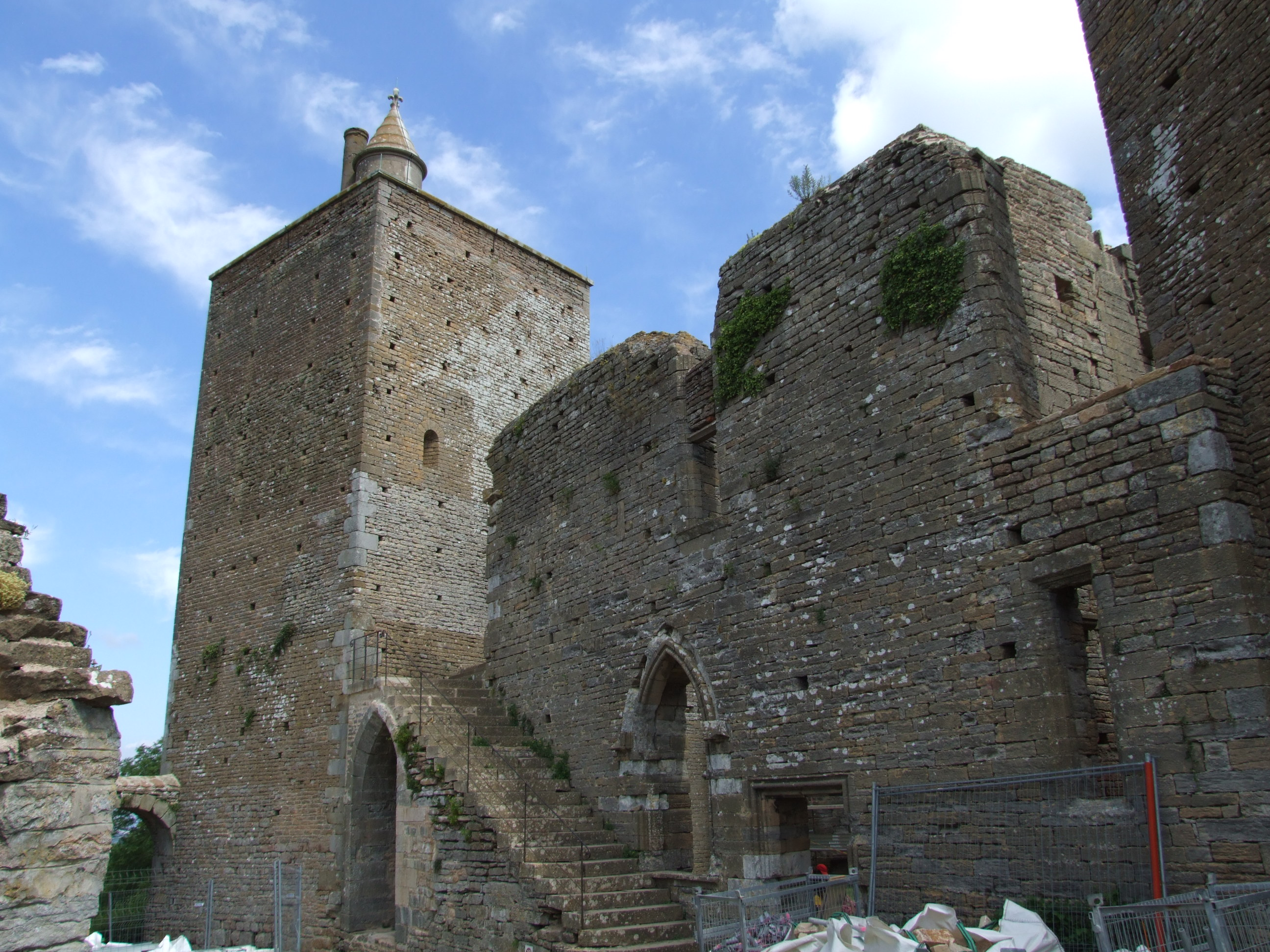
Vue sur le château. À gauche, le donjon, à droite une partie du logis seigneurial.

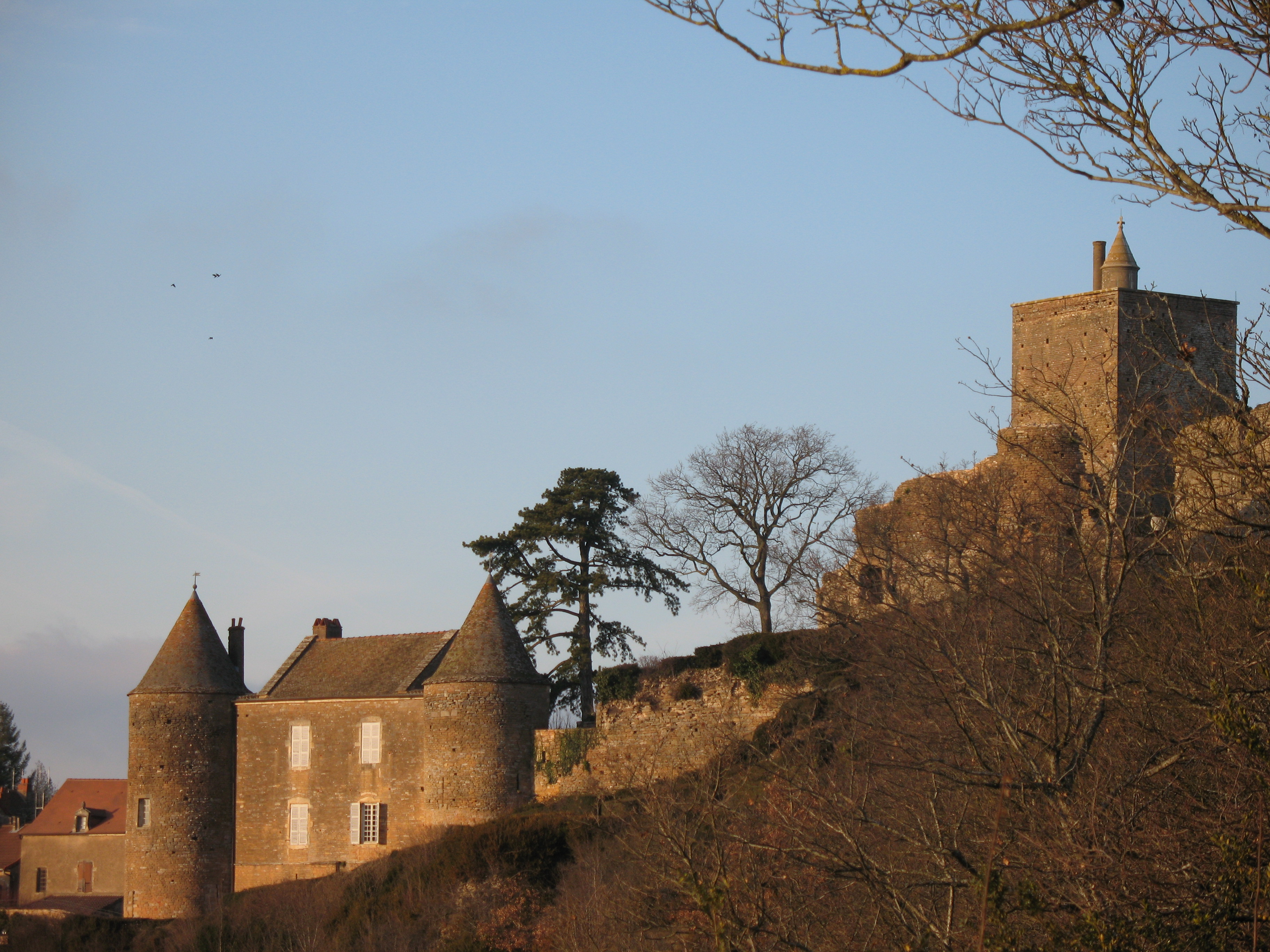
Le château vu depuis la route conduisant à Brancion.

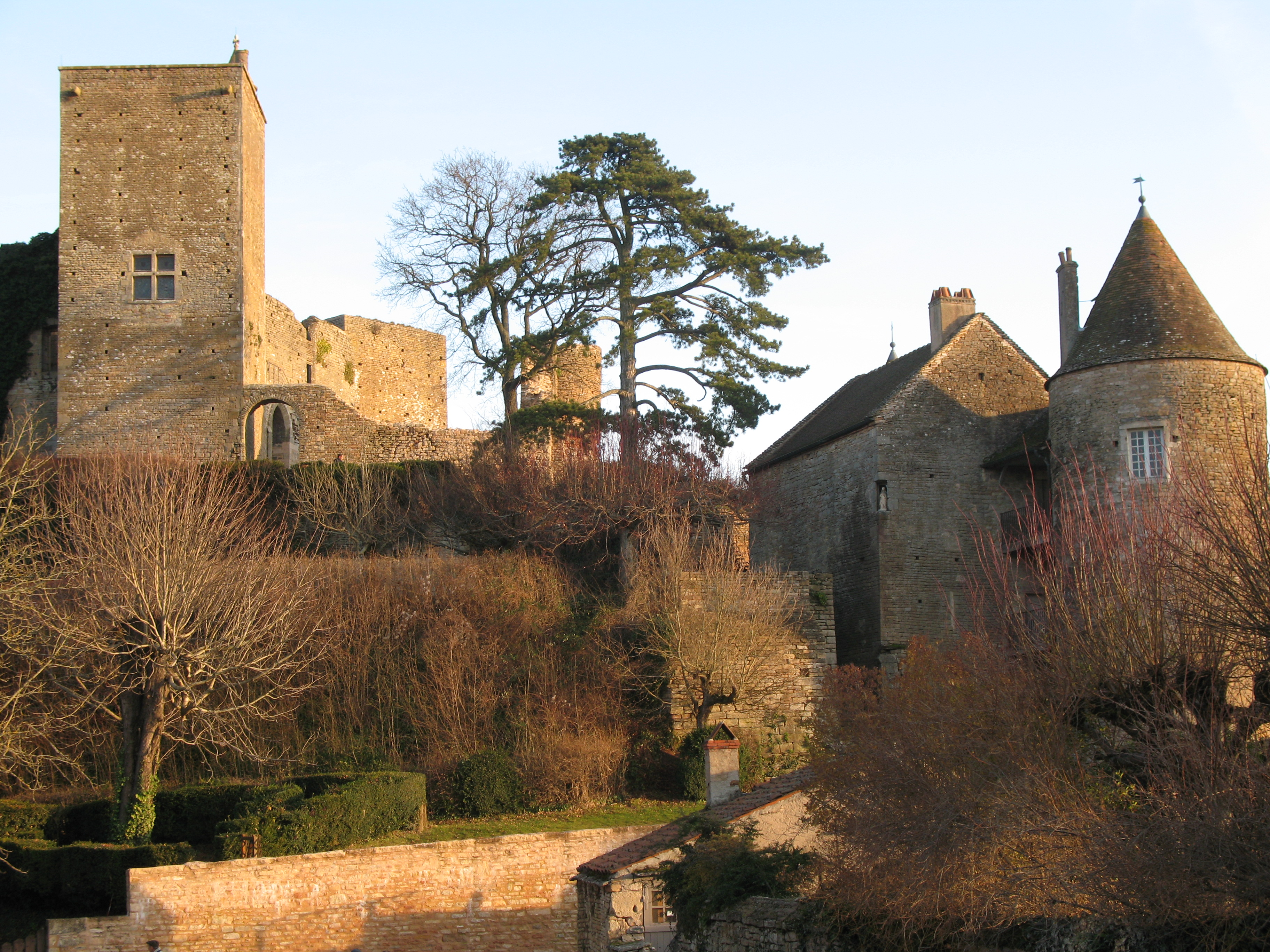
Le château vu depuis la place située au-devant des halles.

Le château était défendu par trois enceintes fortifiées, la porte d'entrée de la ville perçant la troisième d'entre elles qui défendait le bourg. Plusieurs tours flanquaient l'ensemble : la « tour de Beaufort », la « tour de la Chaul », la « tour de Longchamp », etc. La porterie à deux tours, bien qu'encore primitive, est l'une des premières du genre.
Au centre de ce dispositif, au point culminant du rocher, défendu au nord et à l'ouest par la troisième muraille, se dresse le donjon, haute tour carrée en moyen appareil comportant un rez-de-chaussée aveugle et trois étages. Il reste impressionnant avec son « retrait », la chambre du seigneur.
Jusqu'au XVIe siècle, il était couronné de créneaux et coiffé d'un toit pointu auxquels on a substitué une terrasse. Contre le donjon, s'appuie à l'est un logis seigneurial (une grande salle) ruiné, percé de baies tréflées, qui semble avoir été rebâti soit à la fin du XIVe ou au XVe siècle sur des assises du XIIe siècle. Il est flanqué à l'est de deux tours carrées solidaires de la seconde enceinte, la « tour du Préau » et la « tour de la Gaîte », des XIIe et XIIIe siècles.
Au sud de cet ensemble, subsistent des murailles avec maçonnerie en arête de poisson qui appartiennent à une construction antérieure au XIe siècle.
La chapelle du château était placée sous le patronage de sainte Catherine.
Le château, propriété privée, est ouvert au public.

## Les seigneurs d'Uxelles et de Brancion

### Seigneurs d'Uxelles
Armes : d'azur à trois fasces ondées d'or.
- Warulfe Ier d'Uxelles, seigneur d'Uxelles de 8?? à 927/28.
- Liébaud Ier d'Uxelles, seigneur d'Uxelles de 927/28 à 935.

### Seigneurs de Brancion
Le lien avec Liébaud Ier d'Uxelles n'est pas encore établi.
- Josserand Ier de Brancion, seigneur de Brancion au XIe
- Bernard Ier Gros de Brancion, seigneur d'Uxelles au XIe
- Landry Ier Gros de Brancion, seigneur d'Uxelles au XIIe
- Bernard III Gros de Brancion, seigneur de Brancion au XIIe
- Josserand II Gros de Brancion, seigneur de Brancion au XIIe
- Josserand III Gros de Brancion, seigneur de Brancion au XIIe
- Henri II Gros de Brancion, seigneur de Brancion au XIIe
- Jocerand IV Gros de Brancion, seigneur de Brancion au XIIIe
- Henri III Gros de Brancion, seigneur de Brancion au XIIIe

### Autres armoiries

Armes des Bourgogne (maison capétienne).
Armes des Lugny.
Armes des Saulx-Tavannes.
Armes des La Baume-Montrevel.

- Murard de Saint-Romain : d'or à la fasce crénelée de sable ardente de gueules surmontée de trois têtes d'aigle de sable rangées en chef et d'un flamme de gueules en pointe.